# Шокье де Сюрле, Жан де
Барон Жан де Шокье де Сюрле (Жан де Шокье, барон де Сюрле; фр. Jean de Chokier, Baron de Surlet; 14 января 1571, Льеж — 19 августа 1656, Льеж) — бельгийский духовный писатель, специалист по каноническому праву.

## Биография
Родился в 1571 году в Льеже в аристократической семье, служившей льежскому князю-епископу. Ученик философа-гуманиста Юста Липсия, который был его преподавателем в Лёвенском университете. В дальнейшем учился в университете Орлеана, который позднее был упразднён в годы Французской революции. В Орлеане получил учёную степень доктора обоих прав. После этого отправился в Рим, где его милостиво принял папа Римский Павел V. Шокье оставался в Риме почти два года.
Каноник, член капитула льежского собора Сен-Ламбер, который в дальнейшем был разрушен в годы Французской революции и до нас не дошёл.
Написал ряд работ на латинском языке, среди которых была книга «Thesaurus Aphorismorum Politicorum» (лат. «Сокровищница политических афоризмов»), впервые изданная в 1610 году в Риме. В ней Шокье широко цитировал античных авторов, и одновременно с этим приводил примеры для подтверждения собственной точки зрения. Книга пользовалась популярностью у современников: в 1652 году польский монах-иезуит Рудомина-Дусяцкий издал в Вильно свой перевод этой работы на польский язык под названием «O odmianie państw i zgubie panujących i o słusznym ratunku» (пол. О разнообразии стран, гибели правителей и о законном спасении). В 1738 году перевод Дусяцкого был переиздан под названием «Fortuna państw i panujących» (пол. Судьба государств и правителей).
Скончался Шокье де Сюрле в 1656 году в Льеже.

## Некоторые произведения
- Onosandri Strategicvs, siue De Imperatoris Institvtione: Additae In Extremo Operis Variantes Lectiones ex Codd. diuersorum M. SS. depromptae, 1610
- Thesaurus Politicorum Aphorismorum: In Quo Principum, Consiliariorum, Aulicorum Institio proprie continetur; Una cum Exemplis Omnis Aevi…, 1610
- Tractatus de re nummaria prisco ævi: quae collata ad æstimationem monetæ præsentis: ad Historia cùm profane, tùm sacræ intelligentiam non parum utilis, 1619
- Commentaria in regvlas Cancellariae Apostolicae: sive in Glossemata Alphonsi Sotto, glossatoris nuncupati, 1621
- Scholia In Primarias Preces Imperatoris, 1621
- Tractatvs de legato, 1624
- Vindiciae Libertatis Ecclesiasticae: Divisae In Dvas Partes: In quarum prima ostenditur Appellationes ab Ecclesiasticis Iudicibus in causis ciuilibus inter Laicos motis, in Imperiali Camera non esse interponendas, nec ab ea recipiendas. Altera scribitur Contra impios Ecclesiae Mastyges, illius bona, ac iura vsurpantes, 1630
- Facis historiarum centuriae duae: quarum prima continet mores diversarum gentium, altera ritus sacros…, 1650